# Wilhelm Wackernagel
Karl Heinrich Wilhelm Wackernagel (* 23. April 1806 in Berlin; † 21. Dezember 1869 in Basel) war ein deutscher Philologe (Germanistik), Kunst- und Kulturhistoriker, seit 1833 als Professor tätig in Basel.

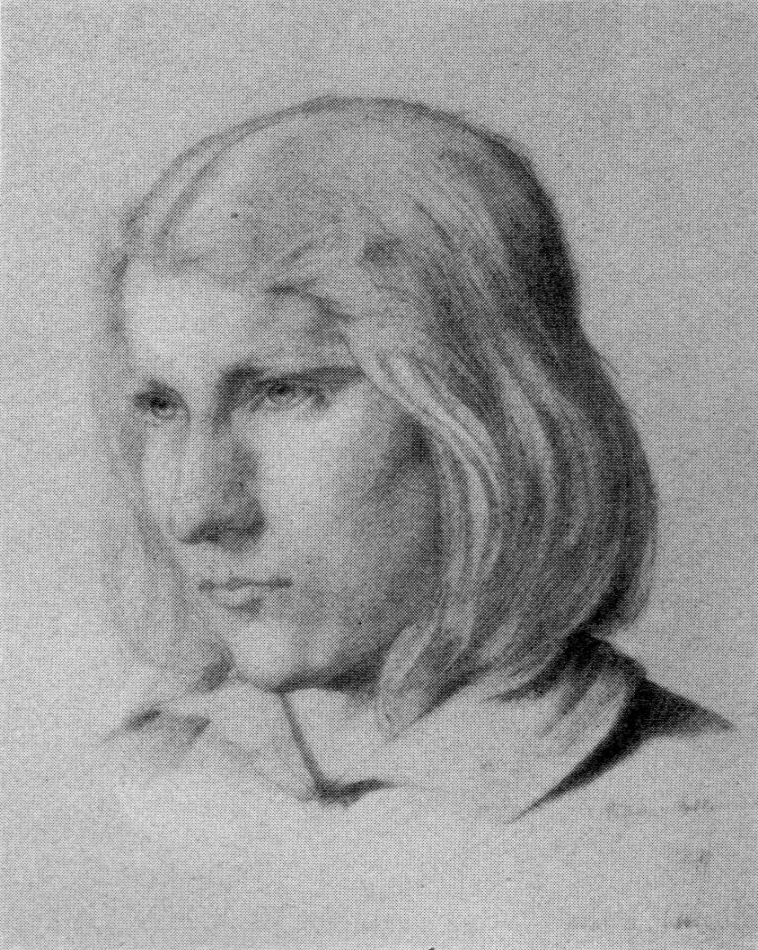
Zeichnung des jugendlichen Wilhelm Wackernagel von Julius Hübner (1822)

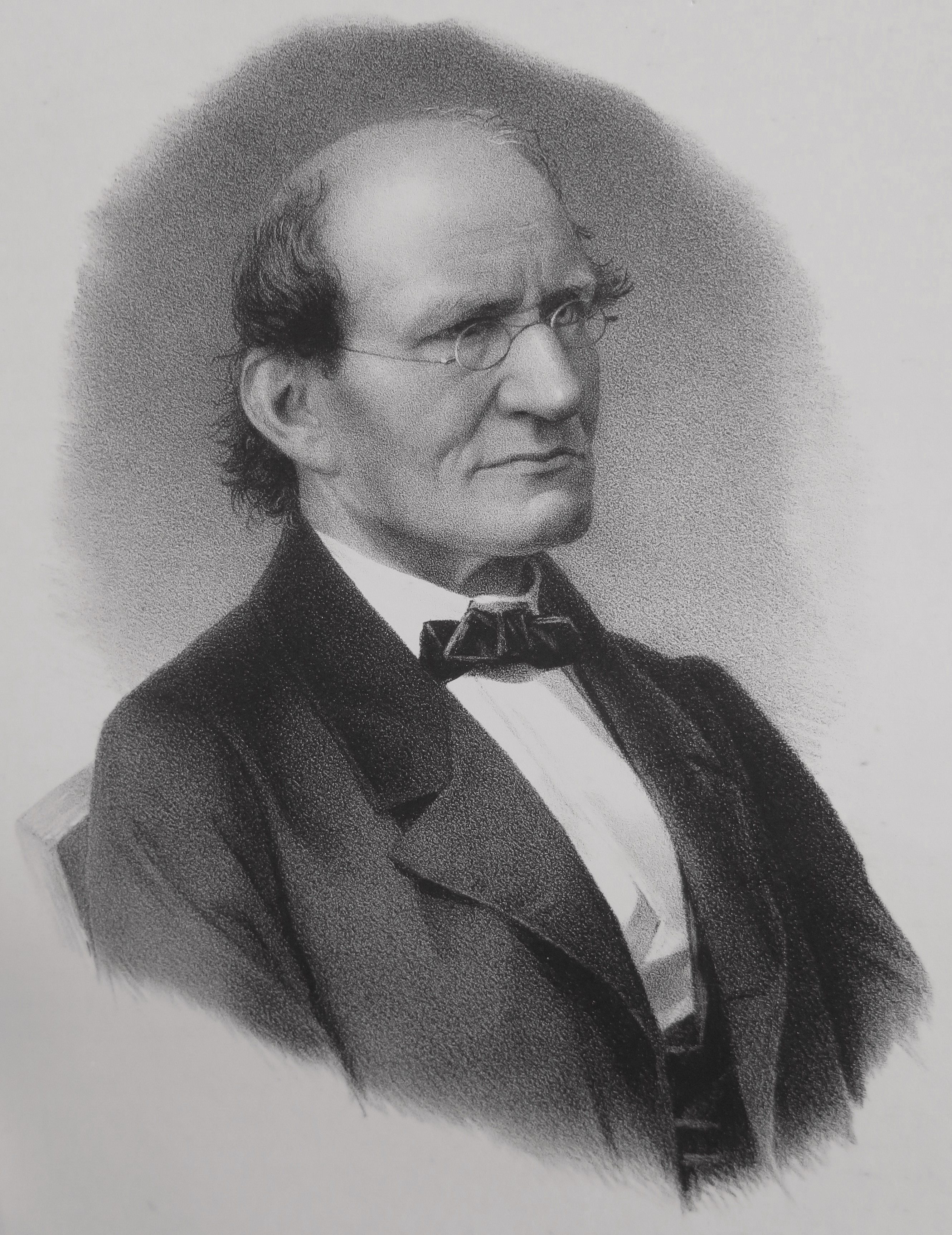
Wilhelm Wackernagel

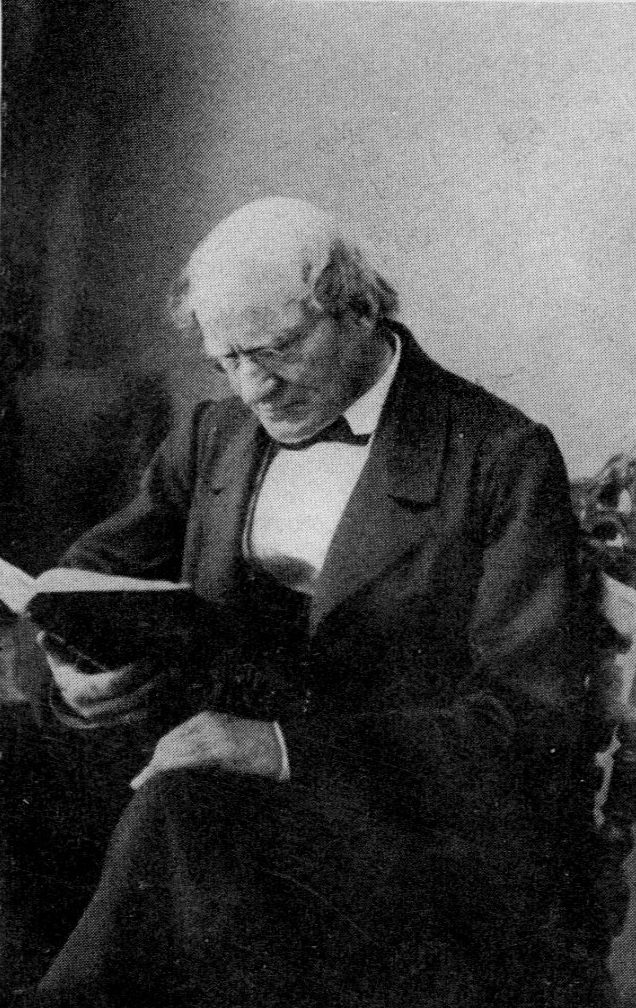
Wilhelm Wackernagel

## Leben und Werk
Wilhelm Wackernagel war der Sohn des Buchdruckers und Kriminalkommissars Johann Wilhelm und der Agnes Sophie, geborene Schulze. Nachdem sein Vater 1815 und seine Mutter 1818 verstorben waren, kam Wackernagel in die Obhut seiner älteren Geschwister, darunter Philipp Wackernagel.
Nach dem Besuch des Gymnasiums studierte Wackernagel von 1824 bis 1827 an der Friedrich-Wilhelms-Universität zu Berlin, dort war er Schüler von Karl Lachmann. Wackernagel war mit dem Maler Julius Hübner befreundet. In Berlin lebte Wackernagel in ärmlichen Verhältnissen, und als ihn 1828 Hoffmann von Fallersleben zu sich nach Breslau einlud, folgte er der Einladung. Da sie sich nach zwei Jahren zerstritten, kehrte Wackernagel nach Berlin zurück. Hier suchte er eine Anstellung als Bibliothekar oder Archivar, was im Zuge der Demagogenverfolgung erfolglos blieb. So musste sich Wackernagel als Privatlehrer und Übersetzer durchschlagen. Auf Empfehlung von Abel Burckhardt gelang es Wackernagel, eine Professur an der Universität Basel zu erhalten, die er an Ostern 1833 antrat. Ab 1835 lehrte er als Ordinarius an der Universität Basel, wo er 1841, 1855 und 1866 das Rektorat innehatte.
Als Lehrer war Wackernagel am Basler Pädagogium, wo er zum Förderer verschiedener begabter Schüler wurde, etwa des nachmaligen Dichterpfarrers Jonas Breitenstein oder des späteren Schriftstellers, Literaturkritikers und Feuilletonisten Josef Viktor Widmann. Wackernagel war Freimaurer und Redner der Loge Freundschaft und Beständigkeit in Basel. Seit 1856 gehörte er dem Basler Grossrat an.

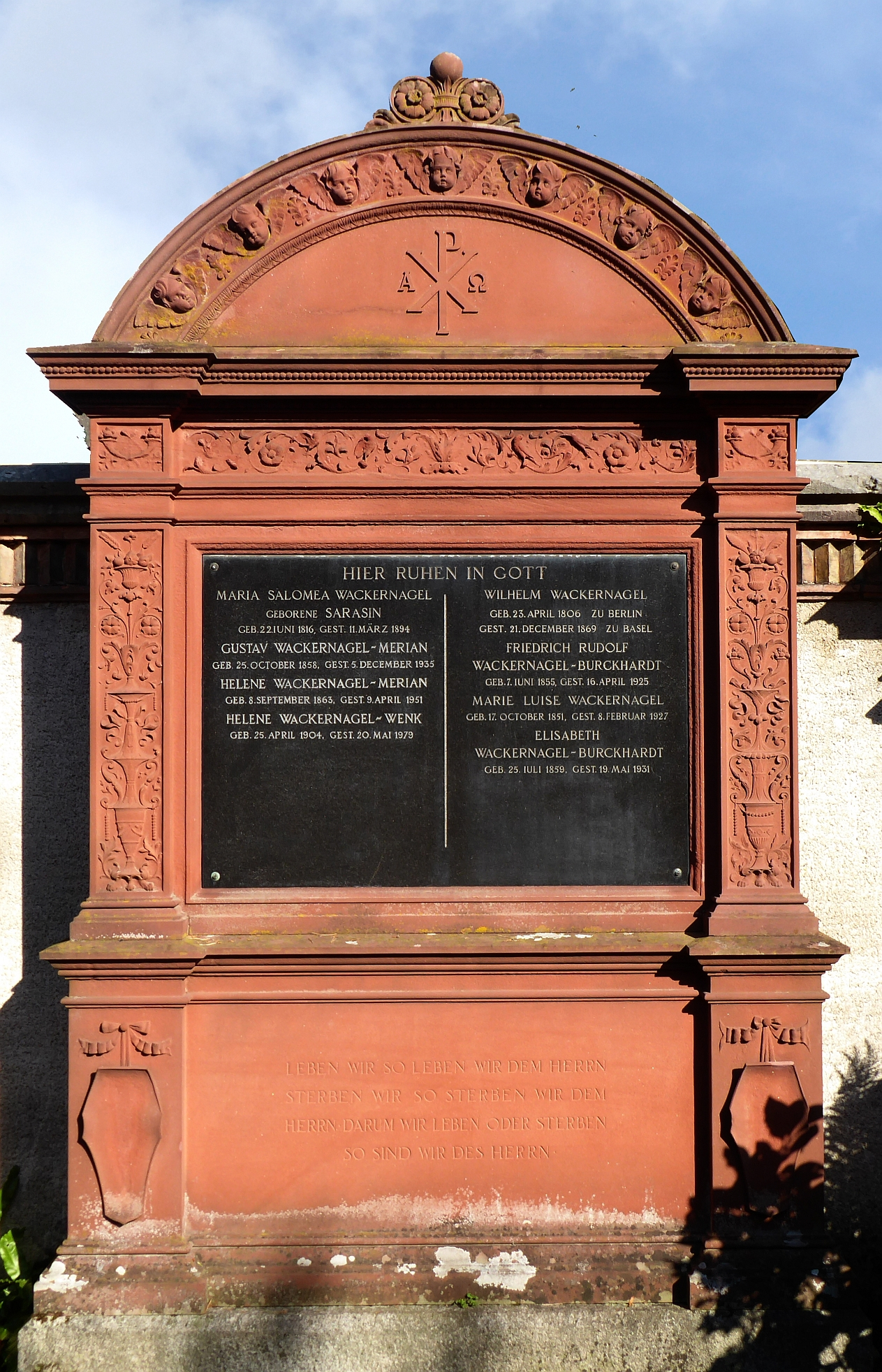
Wilhelm Wackernagel, Grabstätte der Familie auf dem Friedhof Wolfgottesacker, Basel

Neben den Gebrüdern Grimm gehört Wilhelm Wackernagel zu den bedeutendsten Germanisten seiner Zeit. In späteren Lebensjahren wurde er zudem ein Pionier in der wissenschaftlichen Beschäftigung mit bestimmten kunsthistorischen Teildisziplinen (Arbeiten über die Geschichte der Glasmalerei und über das goldene Antependium aus dem Basler Münster) und betrieb auch historische Studien. Er initiierte und leitete die Mittelalterliche Sammlung, die Vorläuferin des Historischen Museums Basel.
Zwei seiner Söhne aus erster Ehe mit Caroline Louise Bluntschli († 1848), Schwester des Rechtswissenschaftlers und Politikers Johann Caspar Bluntschli, waren die Herausgeber der Basler Nachrichten, Gottfried und Emanuel Wackernagel.
Wackernagel kaufte von Wilhelm Martin Leberecht de Wette die Liegenschaft Hinterer Württemberger Hof. Dort empfing er seine Freunde wie Adelbert Chamisso, Ludwig Uhland, Theodor Meyer-Merian oder Jacob Burckhardt. Nach seinem Tod lebte sein Sohn Rudolf Wackernagel in der Liegenschaft.
Zwei seiner Söhne aus zweiter Ehe mit Maria Salome Sarasin, Schwester des Unternehmers und Politikers Karl Sarasin, waren der Indogermanist Jacob Wackernagel und der Historiker Rudolf Wackernagel, ein Enkel (Sohn von Rudolf Wackernagel) war der Kunsthistoriker Martin Wackernagel, ein weiterer (Sohn von Jacob Wackernagel) der Historiker und Volkskundler Hans Georg Wackernagel. Weitere Enkel waren Hans Georg Wackernagel und Jacob Wackernagel.
Seine Grabstätte befindet sich auf dem Wolfgottesacker. Sein wissenschaftlicher Nachlass wird bei der Universitätsbibliothek Basel aufbewahrt.

## Ehrungen
1837 erhielt Wackernagel das Ehrenbürgerrecht der Stadt Basel. 1851 wurde er zum korrespondierenden Mitglied der Preußischen Akademie der Wissenschaften und 1855 der Göttinger Akademie der Wissenschaften gewählt. 1876 wurde bei Ferdinand Schlöth für die Aula des Museums an der Augustinergasse eine Denkmalbüste von Wackernagel in Auftrag gegeben.
Karl Jünger verfasste 1906 eine Gedenkschrift auf Wackernagel als Dichter.
Zum 150. Todestag Wilhelm Wackernagels am 21. Dezember 2019 startete die Universitätsbibliothek Basel mit der Digitalisierung seiner Bibliothek.

## Schriften (Auswahl)
- Zwölf mittelhochdeutsche lyrische Gedichte, Berlin 1827
- Gedichte eines fahrenden Schülers, Berlin 1828
- Geschichte des deutschen Hexameters und Pentameters bis auf Klopstock, Berlin 1831
- Die Verdienste der Schweizer um die deutsche Literatur. Academische Antrittsrede, Basel 1833
- Zur Erklärung und Beurtheilung von Bürgers Lenore, Basel 1835
- Deutsches Lesebuch, 3 Teile, Basel 1835–43
- Über die dramatische Poesie, Basel 1838
- Altdeutsches Lesebuch nebst Wörterbuch, Schweighauser, Basel 1839
- Neuere Gedichte, Zürich/Frauenfeld 1841
- Das Siechenhaus zu Sanct Jacob, Basel 1843
- Ueber das vierte Säcularfest der Schlacht bei St. Jacob an der Birs, Basel 1844
- Die Schlacht bei St. Jacob (1444) in den Berichten der Zeitgenossen, Basel 1844
- Walther von Klingen. Stifter des Klingenthals und Minnesänger, Basel 1845
- Weinbüchlein, Leipzig 1845
- Das Schachspiel im Mittelalter, 1846
- Altfranzoesische Lieder und Leiche aus Handschriften zu Bern und Neuenburg mit grammatischen und litterarhistorischen Abhandlungen, Basel 1846
- Die altdeutschen Dichter des Elsasses, Bd. 1: Otfrid von Weißenburg; Bd. 2: Heinrich der Gleißner, Basel 1847/48
- Deutsches Lesebuch. Neue durch ein Handbuch der Literaturgeschichte vermehrte Ausgabe, 3 Bde., Basel 1847–53
- 1849; Geschichte der deutschen Literatur. Ein Handbuch., 3 Abt., Basel 1851–53
- Der „Arme Heinrich“ Herrn Hartmanns von Aue und zwei jüngere Prosalegenden verwandten Inhalts. Schweighauser, Basel 1855; neu hrsg. von Ernst Stadler, ebenda 1911.
- Die deutsche Glasmalerei. Geschichtlicher Entwurf mit Belegen, Leipzig 1855
- Die goldene Altartafel von Basel. Erklaerung und Zeitbestimmung, Basel 1857
- Die Lebensalter. Ein Beitrag zur vergleichenden Sitten- und Rechtsgeschichte, Basel 1862
- Johann Fischart von Strassburg und Basels Antheil an ihm. Schweighauser, Basel 1870 (Google Books).
- Poetik, Rhetorik und Stilistik: Academische Vorlesungen. Hrsg. v. L. Sieber. Halle 1873 (Digitalisat und Volltext im Deutschen Textarchiv)
- Meinauer Naturlehre im Project Gutenberg